# Eulithis prunata
The Phoenix, Eulithis prunata, là một loài bướm đêm thuộc chi Eulithis trong họ Geometridae.

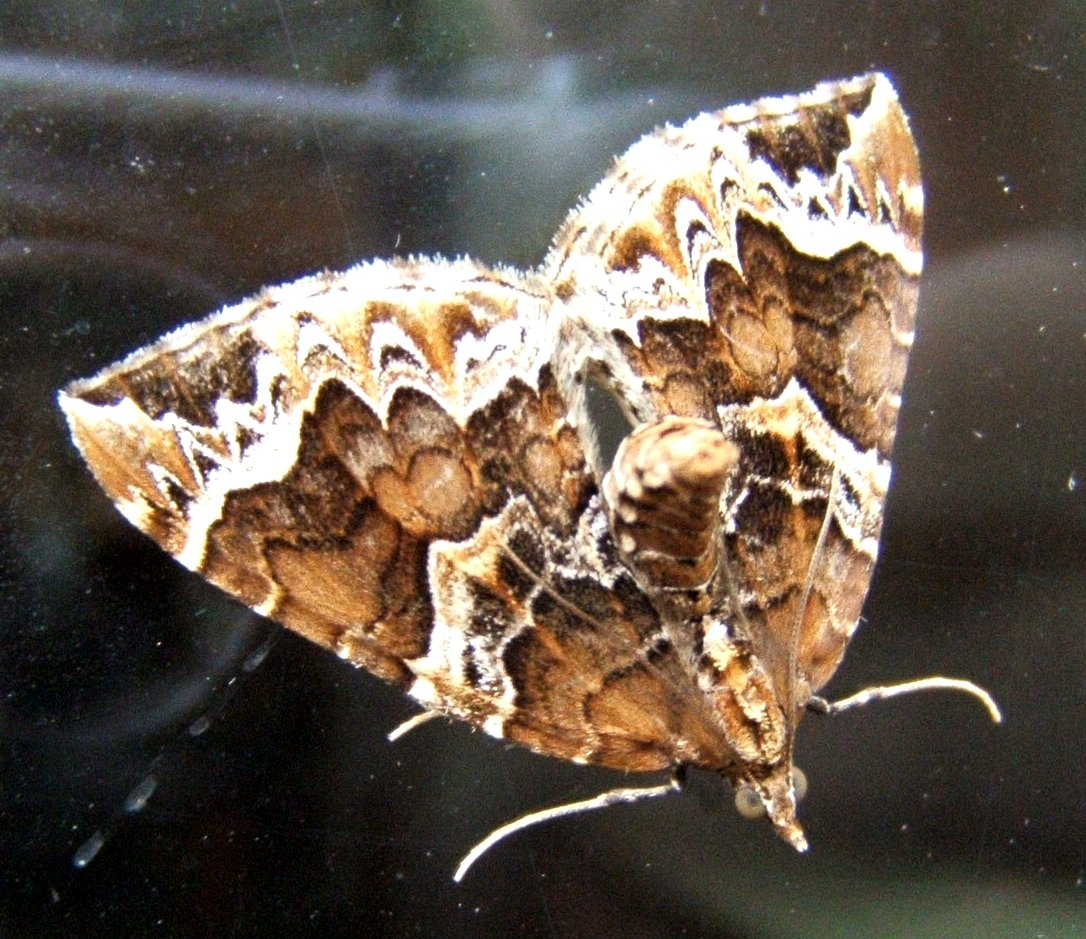

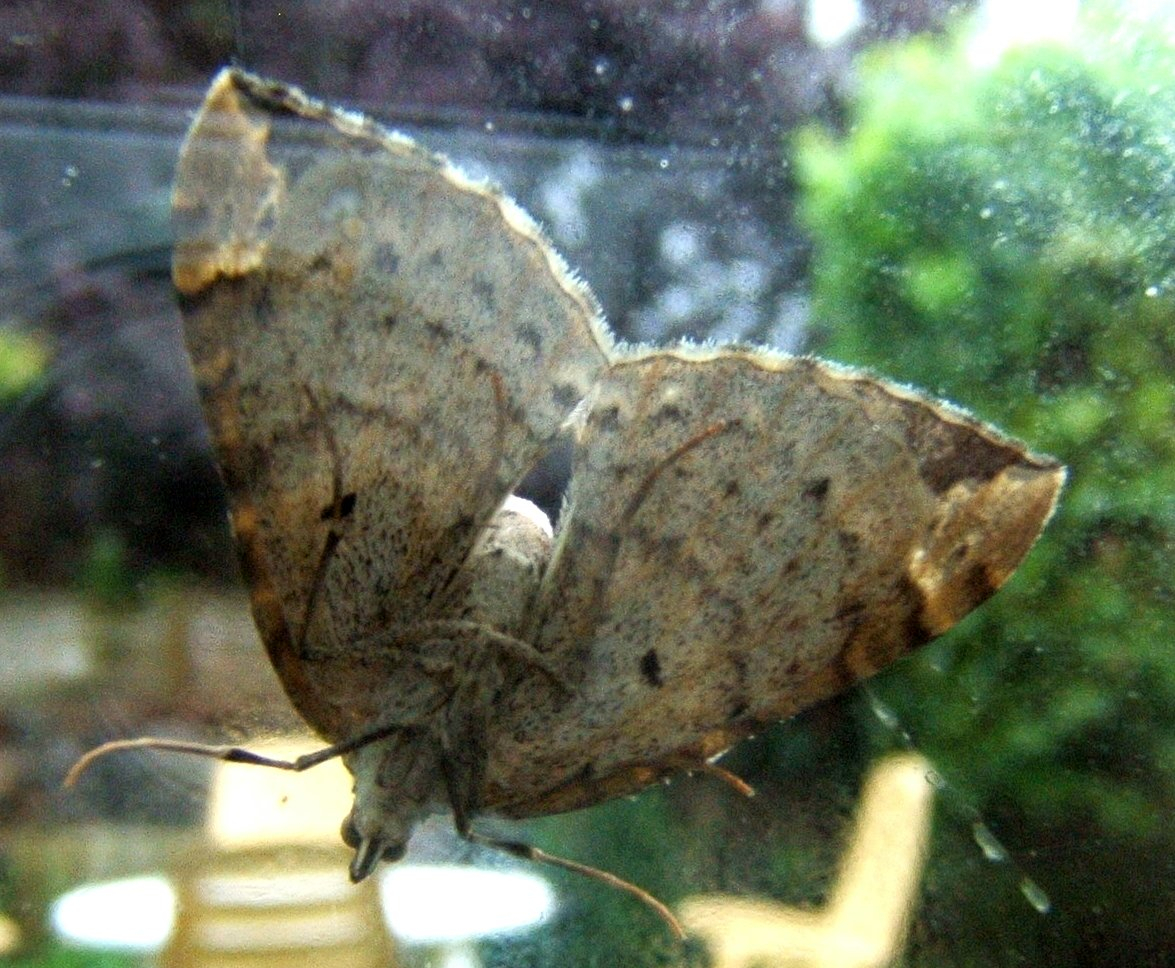

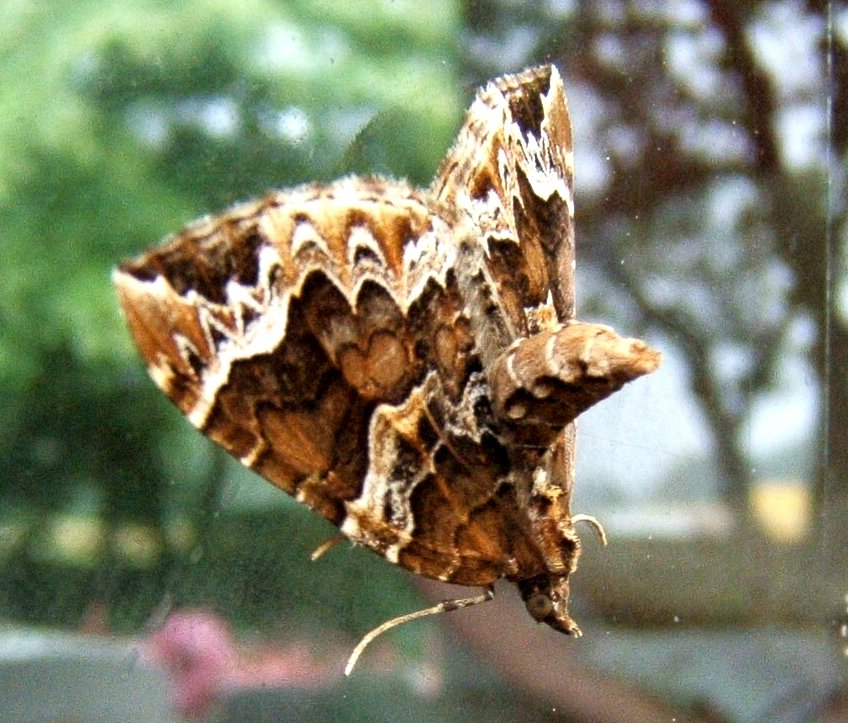

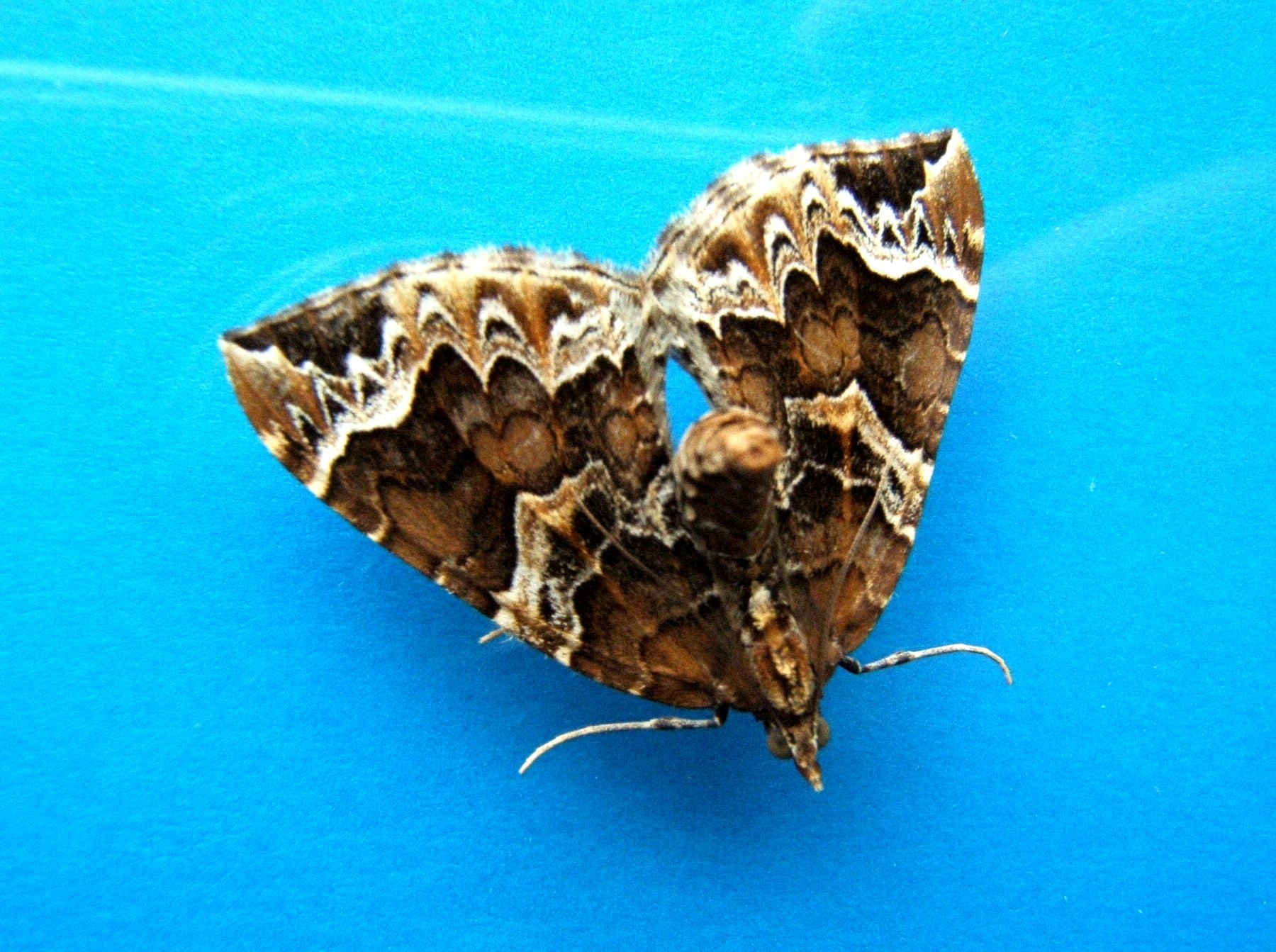

## Hình ảnh

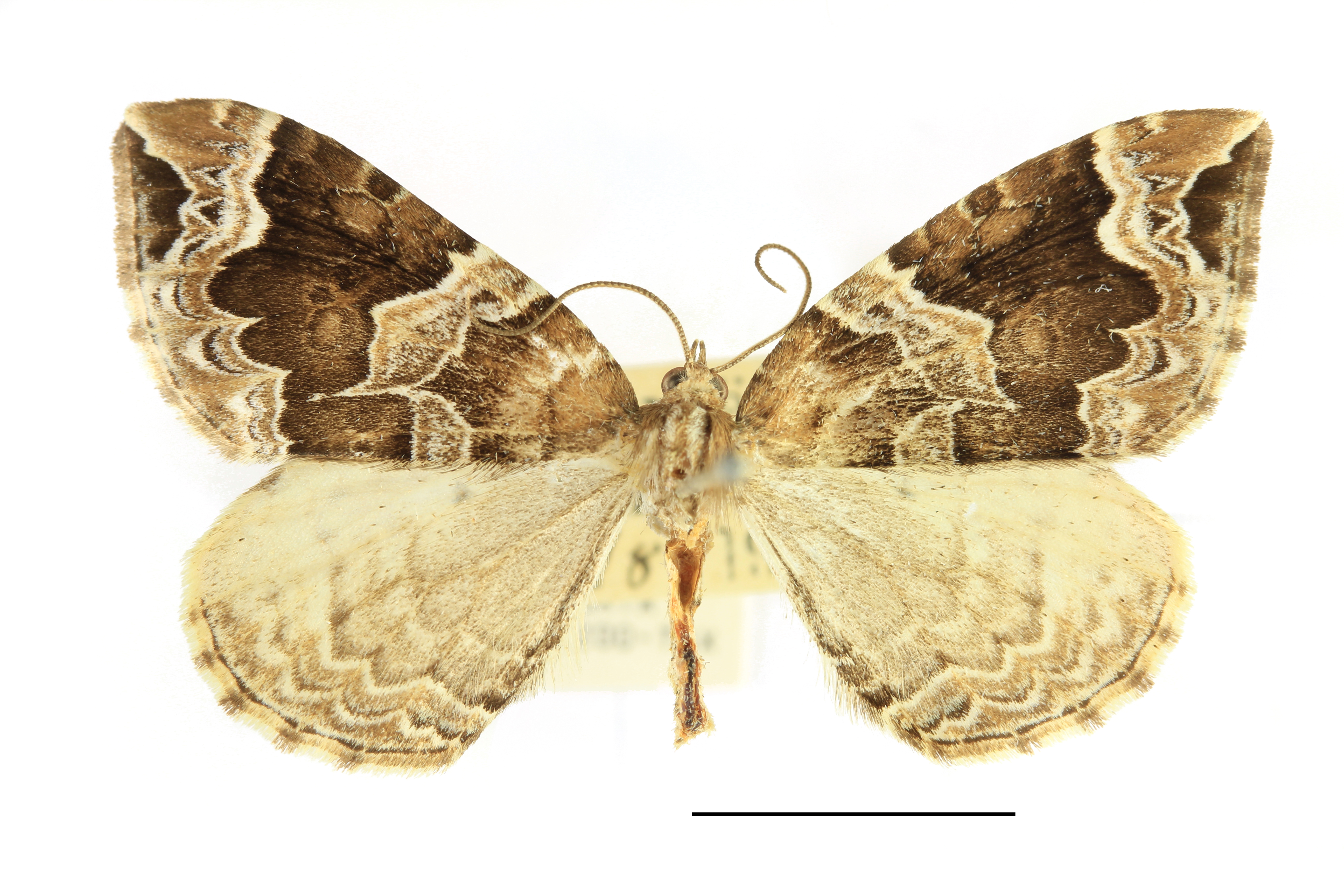
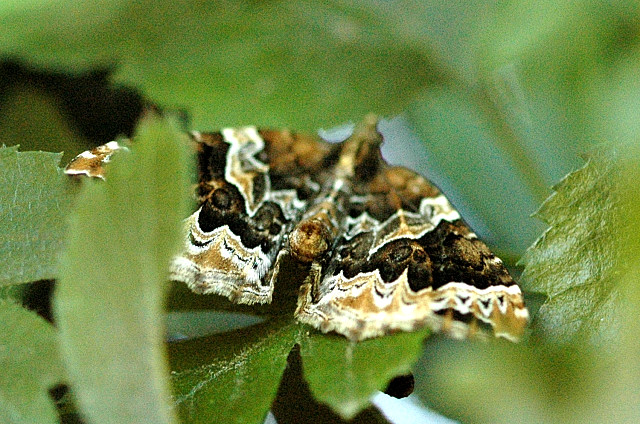
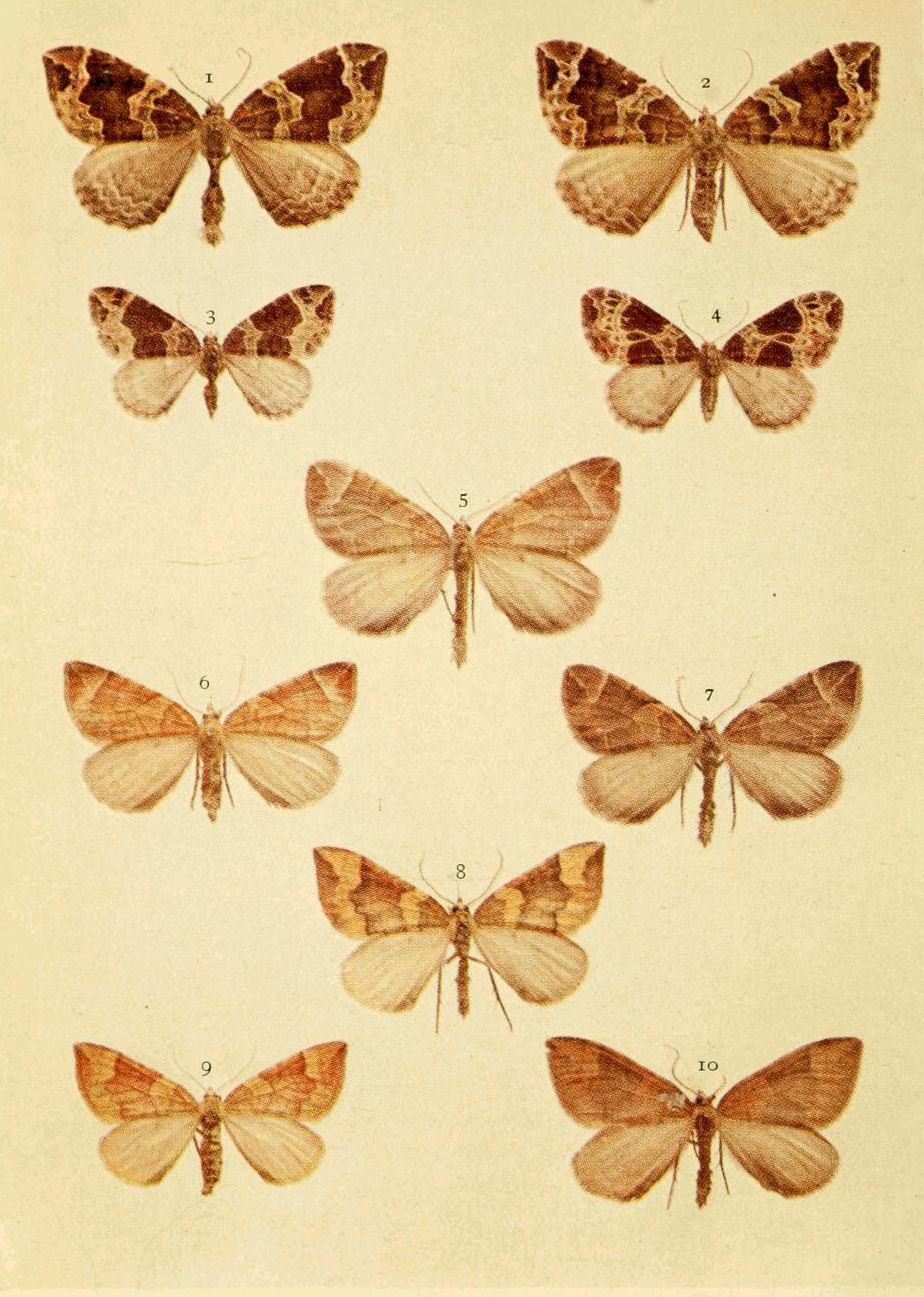
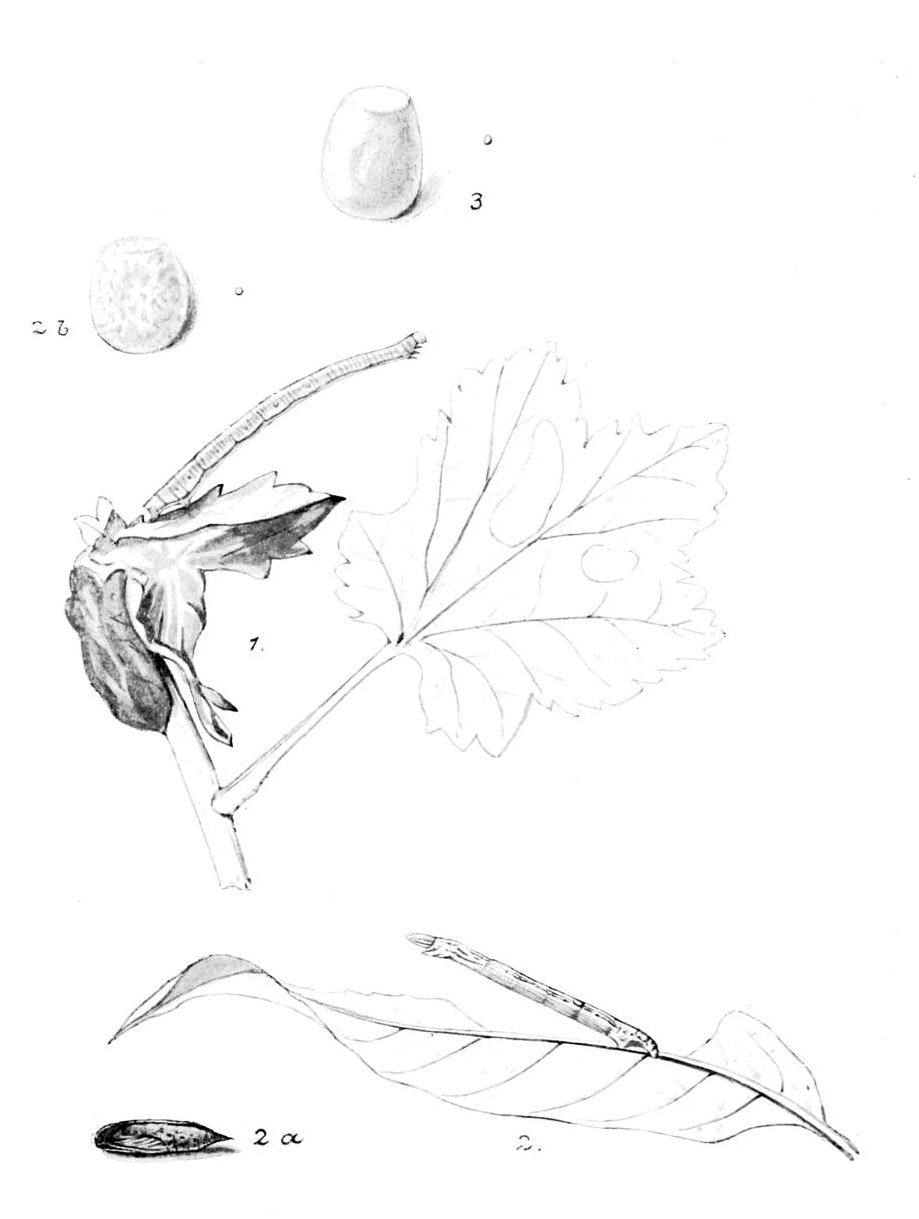